# Julius Szmula
Julius Szmula (* 30. Dezember 1829 in Pschow; † 30. März 1909 auf Gut Friedewalde, Landkreis Grottkau) war ein  und deutscher Politiker (Zentrumspartei), preußischer Militär und oberschlesischer Gutsherr.

## Leben

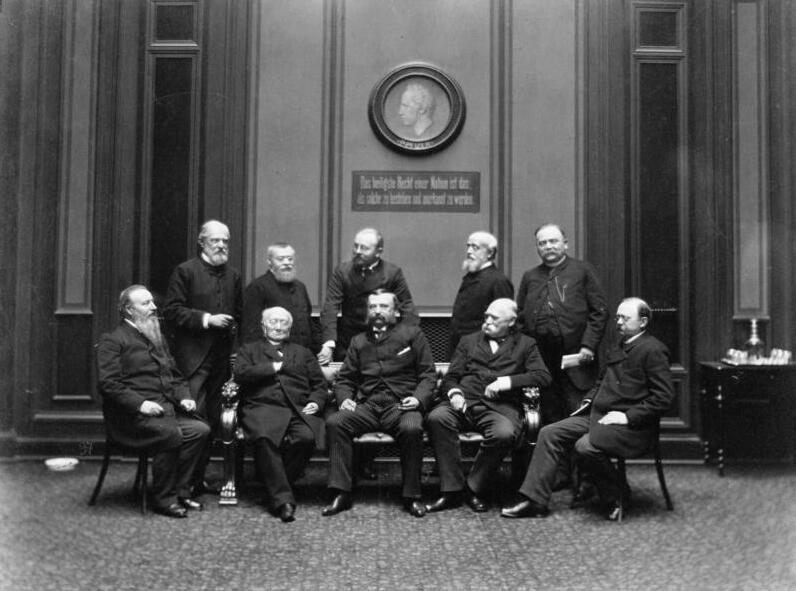
Mitglieder des Reichstages (1.Reihe-sitzend v. l. n. r.: Paul Letocha, Ludwig Windthorst, Johann Anton von Chamaré, Anton von Dejanicz-Gliszczynski, Albert Horn 2.Reihe-stehend-v.l.nr.: Friedrich von Praschma, Philipp Schmieder, Felix Porsch, Clemens Heereman von Zuydwyck, Szmula)

Szmula war von 1849 bis 1871 Berufssoldat in der Preußischen Armee. Zuletzt war er als Major Direktor der Kriegsschule Anklam.  1872, nach seinem Ausscheiden, zog er sich nach Schlesien auf sein oberschlesisches Rittergut Friedewalde im Landkreis Grottkau zurück. Außerdem war er Amtsvorsteher.
Politisch gehörte Szmula der Zentrumspartei an. Zwischen 1886 und 1903 war er zunächst für den Wahlkreis Oppeln 5 Beuthen-Tarnowitz Mitglied des Preußischen Abgeordnetenhauses, von 1894 bis 1903 vertrat er den Wahlkreis Oppeln 2 Landkreis Oppeln. Im preußischen Parlament vertrat er nicht zuletzt die Interessen der Großgrundbesitzer. So brachte er beispielsweise im Jahr 1899 eine Interpellation „betreffend den Mangel an ländlichem Gesinde und landwirthschaftlichen Arbeitern“ ein. Im Jahr 1893 wurde im allerdings in Beuthen vom Wahlkomitee die Reichstagskandidatur verwehrt, da er sich als „eifriger Verteidiger der schlesischen Polen“ und Vertrauter Adam Napieralskis (1861–1928) geweigert hatte, sich öffentlich gegen die „polnische Agitation“ in Oberschlesien auszusprechen. Außerdem gehörte er von 1887 bis 1907 dem Reichstag an.